# Embuscade de Hébron
Seconde intifada
L'embuscade de Hébron, également appelée attaque sur la route des fidèles (en hébreu : הפיגוע בציר המתפללים) et initialement massacre du chabbat (en hébreu : טבח השבת), a eu lieu le 15 novembre 2002 à Hébron, en Cisjordanie (Territoires palestiniens occupés). Un commando terroriste du Jihad islamique palestinien ouvre le feu et lance des grenades sur un groupe de fidèles juifs qui revenaient du Tombeau des Patriarches à pied, sous la protection de soldats israéliens, au début du chabbat.
Les attaques ont été perpétrées par trois Palestiniens dans une allée étroite, à proximité du passage entre la porte sud du conseil local de la colonie de Kiryat Arba et le Tombeau des Patriarches. 12 Israéliens (4 soldats, 5 policiers aux frontières et 3 civils) sont tués, y compris des membres d'équipes médicales tentant de secourir les victimes, ainsi que les trois attaquants palestiniens ; 14 Israéliens sont blessés.